# Karlstein an der Thaya
Karlstein an der Thaya è un comune austriaco di 1 497 abitanti nel distretto di Waidhofen an der Thaya, in Bassa Austria; ha lo status di comune mercato (Marktgemeinde).